# Noam Dar
Noam Dar (* 28. Juli 1993 in Be'er Ya'akov, Israel) ist ein israelischer Wrestler. Er steht derzeit bei der WWE unter Vertrag und tritt regelmäßig in deren Show NXT auf. Sein bislang größter Erfolg ist der dreifache Erhalt der NXT UK Heritage Cup Championship.

## Wrestling-Karriere

### Free Agent (2008–2016)
Dar debütierte im Alter von 15 Jahren als Free Agent und arbeitete für schottische Promotionen wie British Championship Wrestling und Premiere British Wrestling. Dar machte seine erste internationale Erfahrung im Wrestling in Spanien, für Dragon Gates „European Invasion“ und Zero1 Spain. Am 1. Mai 2011 gewann Dar seinen ersten Titel, indem er mit Liam Thomson die PBW Tag Team Championship gewann. Sie hielten die Titel 11 Monate und verloren diese dann an Lionheart und Wolfgang. Dar nahm an einem Turnier teil, um im Februar 2011 der One Pro Wrestling 1PW Heavyweight Champion zu werden, den Titel konnte er jedoch nicht gewinnen. Er wurde jedoch der 1PW Openweight Champion.
Dar beendete das Jahr 2011, mit einer weiteren Reise nach Deutschland und erzielte einen Sieg, über MK McKinnan bei Westside Xtreme Wrestling. Über die Zeit gewann er mehrere Titel bei diversen Promotions. Er kämpfte unter anderem für die Promotions Insane Championship Wrestling, Preston City Wrestling, Progress Wrestling und Pro Wrestling Elite.

### World Wrestling Entertainment (seit 2016)
Am 31. März 2016 wurde Dar, als Teilnehmer am kommenden WWE Global Cruiserweight Series Turnier bekannt gegeben. Er kam bis zum Viertelfinale, wo er von Zack Sabre Jr. aus dem Turnier eliminiert worden ist. In der Folge von Raw vom 22. August, wurde Dar als Teil der bevorstehenden Cruiserweight Division angekündigt und hatte dabei bei der WWE unterschrieben. In der Folge von Raw vom 7. November verlor Dar zusammen mit The Brian Kendrick gegen Rich Swann und Sin Cara. In der WWE 205 Live Folge vom 6. Dezember besiegte Dar Cedric Alexander.
Anfang 2017 begann Dar eine Storyline Beziehung mit Alicia Fox, die in einer Beziehung mit Alexander war. Er fehdete eine Zeit lang gegen Alexander, diese Fehde konnte er nach drei Siegen für sich entscheiden. Nach dieser Fehde folgte eine weitere gegen Rich Swann, auch diese konnte er gewinnen. Nachdem er ein I Quit Match gegen Alexander verloren hatte, trennte er sich von Fox. In der späteren Hälfte des Jahres 2017, schloss sich Dar The Zo Train an, einem Stable bestehend aus Ariya Daivari, Drew Gulak, Tony Nese und Enzo Amore. Am 12. Dezember 2017 wurde bekannt gegeben, dass er sich verletzt hatte und für einige Monate ausfällt.
Am 20. Juni 2018 kehrte Dar zu den TV Shows zurück und besiegte Morgan Webster, Mark Andrews und Travis Banks, um der nächste Herausforderer für die WWE United Kingdom Championship zu werden. Am 3. Juli 2018 kehrte Dar zu 205 Live zurück und besiegte TJ Perkins. Es folgte eine Fehde gegen Lio Rush, diese konnte er jedoch nicht gewinnen.
Am 17. Oktober, in der ersten Folge von NXT UK, forderte Dar Pete Dunne für die WWE United Kingdom Championship heraus, den Titel konnte er jedoch nicht gewinnen. Hiernach begann er eine Fehde mit Mark Andrews, welche jedoch im No Contest endete, nachdem er sich eine Knieverletzung zuzog. Nach zwei Monaten, kehrte er am 19. April zu den TV Shows von NXT UK zurück. Bei NXT UK TakeOver: Cardiff besiegte Dar Travis Banks.
Im Oktober 2020 nahm er an einem Turnier teil, um den ersten NXT UK Heritage Cup Champion zu krönen. Er gewann in der ersten Runde gegen Alexander Wolfe, verlor jedoch im Halbfinale gegen A-Kid. Am 28. Oktober 2021 gewann er die NXT UK Heritage Cup Championship, hierfür besiegte er Tyler Bate. Die Regentschaft hielt 238 Tage und verlor den Titel, schlussendlich am 23. Juni 2022 bei den Aufzeichnungen von NXT UK an Joe Coffey. Am 7. Juli 2022 gewann er zum zweiten Mal bei den Aufzeichnungen von NXT UK die NXT UK Heritage Cup Championship, hierfür besiegte er Joe Coffey. Die Regentschaft hielt 341 Tage und verlor den Titel, schlussendlich am 13. Juni 2023 an Nathan Frazer. Am 22. August 2023 gewann er die Heritage Cup von Frazer zurück.

## Titel und Auszeichnungen
- British Championship Wrestling
  - BCW Openweight Championship (1×)

- Insane Championship Wrestling
  - ICW World Heavyweight Championship (1×)
  - ICW Zero-G Championship (2×)
  - ICW Zero-G Title Tournament (2010)

- One Pro Wrestling
  - 1PW Openweight Championship (1×)

- Preston City Wrestling
  - PCW Cruiserweight Championship (1×)
  - PCW Heavyweight Championship (1×)
  - Road to Glory Tournament (2013)

- Premier British Wrestling
  - PBW Tag Team Championship (1×) mit Liam Thomson
  - King of Cruisers (2012)

- Progress Wrestling
  - Progress World Cup (2014)

- Pro Wrestling Elite
  - PWE World Heavyweight Champion (1×)
  - Elite Rumble (2016)

- Pro Wrestling Illustrated
  - Nummer 106 der Top 500 Wrestler in der PWI 500 in 2016

- World Wrestling Entertainment
  - NXT UK Heritage Cup Championship (3×)